# McKinley (hardware)
McKinley è il nome in codice del primo core del processore Intel Itanium 2 che l'8 luglio 2002 ha sostituito sul mercato la CPU Itanium precedentemente conosciuta con il nome di Merced.
Dato lo scarso successo del primo processore Itanium, Intel ha deciso di cambiarne rapidamente il nome in Itanium 2, nel momento in cui ha deciso di iniziare la commercializzazione dell'evoluzione di Merced, McKinley appunto. Una mossa rimasta unica nella storia del chipmaker americano che ha sempre abituato i consumatori a nomi commerciali che si protraevano nel tempo anche se nella realtà i primi esemplari erano molto diversi dagli ultimi (basti pensare al Pentium 4 passato dall'iniziale core Willamette all'ultimo attualmente in commercio, Prescott per poi passare nel corso del 2006 al core Cedar Mill che continuerà a chiamarsi Pentium 4). In questo modo la casa di Santa Clara sperava di evidenziare maggiormente come il nuovo nato non fosse solo una semplice revisione dell'architettura originaria, ma addirittura un nuovo progetto, innovativo.

## Caratteristiche tecniche

### Processo produttivo
Già dall'inizio si parlava di performance almeno doppie rispetto a Merced, in abbinamento al nuovo chipset i870, processo costruttivo a 180 nm e frequenze di clock che avrebbero raggiunto 1,6 GHz (in realtà mai raggiunta). La pipeline era a 8 stadi e il bus di sistema a 128 bit, operava alla frequenza di 200 MHz double pumped, ovvero ben 400 MHz (Merced invece aveva un BUS di 266 MHz a 64 bit) in grado di offrire una banda passante pari a 3 volte quella di Merced.
La cache di primo livello (L1), pari a 32 KB, era divisa a metà tra cache per i dati e cache per le istruzioni; quella di secondo livello (L2) invece, era condivisa tra dati e istruzioni ed era cresciuta sino a 256 KB, contro il valore di 96 KB della CPU Itanium, mentre la cache L3 è stata trasferita all'interno del die della cpu, al contrario di quella della precedente CPU Itanium che era esterna al die. Il quantitativo massimo di cache L3 era pari a 3 MB. Inoltre un maggior numero di unità di esecuzione, un miglioramento nelle latenze della cache e nella gestione del BUS dei dati, completavano le migliorie.
I primi esemplari proposti avevano le seguenti caratteristiche:
- Itanium 2 1 GHz - cache L3 da 3 MB - 4220 $
- Itanium 2 1 GHz - cache L3 da 1,5 MB - 2240 $
- Itanium 2 900 MHz - cache L3 da 1,5 MB - 1330 $

#### Grandi dimensioni ma basse prestazioni
A seconda delle configurazioni potevano essere montati fino a 64 Itanium 2 in parallelo, ciascuno con una superficie pari a 464 mm², una caratteristica che rendeva McKinley uno dei più grossi chip mai prodotti da Intel. Le imponenti dimensioni del chip derivavano, in parte dal fatto di possedere molti circuiti ridondanti (per ridurre al massimo le CPU da scartare in fase di produzione), ed in parte dall'adozione dei grossi quantitativi di cache e di oltre 220 milioni di transistor.
Le prestazioni in ambito x86 invece, rimanevano scarse, basti pensare che eseguendo tale codice in emulazione McKinley era equivalente ad un ipotetico Pentium II a 600 MHz.

### Tecnologie implementate
In McKinley non sono implementate tutte quelle tecnologie che Intel ha sviluppato nel corso degli anni e che dovrebbero arrivare "in blocco" con i futuri processori Millington e Montecito, rispettivamente per gli Itanium 2 DP (biprocessore) ed MP (multiprocessore). NON include quindi XD-bit e SpeedStep. Nemmeno la tecnologia Hyper-Threading è presente in McKinley, così come quella Vanderpool che Intel ha sviluppato nel corso del 2005. Ovviamente non è incluso il supporto EM64T dato che questo si applica solo all'architettura IA-32 degli Xeon.

## Modelli arrivati sul mercato
La tabella seguente mostra i modelli di Itanium 2, basati sul core McKinley, arrivati sul mercato. Molti di questi condividono caratteristiche comuni pur essendo basati su core diversi; per questo motivo, allo scopo di rendere maggiormente evidente tali affinità e "alleggerire" la visualizzazione alcune colonne mostrano un valore comune a più righe. Di seguito anche una legenda dei termini (alcuni abbreviati) usati per l'intestazione delle colonne:
- Nome Commerciale: si intende il nome con cui è stato immesso in commercio quel particolare esemplare.
- Data: si intende la data di immissione sul mercato di quel particolare esemplare
- Socket: lo zoccolo della scheda madre in cui viene inserito il processore. In questo caso il numero rappresenta oltre al nome anche il numero dei pin di contatto.
- N°Core: il numero di core montati sul package: 1 se "single core" o 2 se "dual core".
- Clock: la frequenza di funzionamento del processore.
- Moltipl.: sta per "Moltiplicatore" ovvero il fattore di moltiplicazione per il quale bisogna moltiplicare la frequenza di bus per ottenere la frequenza del processore.
- Pr.Prod.: sta per "Processo produttivo" e indica tipicamente la dimensione dei gate dei transistors (180 nm, 130 nm, 90 nm) e il numero di transistor integrati nel processore espresso in milioni.
- Voltag.: sta per "Voltaggio" e indica la tensione di alimentazione del processore.
- Bus: frequenza del bus di sistema.
- Cache: dimensione delle cache di 1º, 2º e 3º livello.
- XD-bit: implementazione della tecnologia di sicurezza che evita l'esecuzione di codice malevolo sul computer.
- HT: sta per "Hyper-Threading" e indica l'implementazione della esclusiva tecnologia Intel che consente al sistema operativo di vedere 2 core logici.
- EIST: sta per "Enhanced SpeedStep Technology" ovvero la tecnologia di risparmio energetico sviluppata da Intel e inserita negli ultimi Pentium 4 Prescott serie 6xx per contenere il consumo massimo.
- VT: sta per "Vanderpool Technology", la tecnologia di virtualizzazione che rende possibile l'esecuzione simultanea di più sistemi operativi differenti contemporaneamente.

| Nome Commerciale  | Data       | Socket | N°Core | Clock   | Moltipl. | Pr.Prod. | Voltag. | Bus     | Cache                     | XD-bit | HT | EIST | VT |
| ----------------- | ---------- | ------ | ------ | ------- | -------- | -------- | ------- | ------- | ------------------------- | ------ | -- | ---- | -- |
| Itanium 2 900 MHz | 8/lug/2002 | PAC611 | 1      | 900 MHz | 9x       | 180 nm   | 1,425 V | 400 MHz | L1=32KB L2=256KB L3=1,5MB | No     | No | No   | No |
| Itanium 2 1 GHz   | 8/lug/2002 | PAC611 | 1      | 1 GHz   | 10x      | 180 nm   | 1,425 V | 400 MHz | L1=32KB L2=256KB L3=1,5MB | No     | No | No   | No |
| Itanium 2 1 GHz   | 8/lug/2002 | PAC611 | 1      | 1 GHz   | 10x      | 180 nm   | 1,425 V | 400 MHz | L1=32KB L2=256KB L3=3MB   | No     | No | No   | No |

Nota: la tabella soprastante è un estratto di quella completa contenuta nella pagina dello Itanium 2.

## Il successore
Il 30 ottobre 2003 Intel ha annunciato la cessazione del core McKinley, ormai superato a parità di costo dal successore Madison compatibile "pin to pin" con la vecchia CPU, in modo da poterlo sostituire senza la necessità di rinnovare l'intera piattaforma. Da Madison venne ricavata anche una versione "light" Deerfield con meno cache L3, per poter contenere i costi e indirizzata prettamente all'ambito biprocessore degli Itanium 2 DP.